# Ettenheimmünster
Ettenheimmünster (früher auch Bad Ettenheimmünster) ist ein Ortsteil der Gemeinde Ettenheim im Ortenaukreis in Baden-Württemberg. Er liegt etwa fünf Kilometer östlich von Ettenheim.
Der Ort ist bekannt als Wallfahrtsort und wegen seiner Barockkirche, die eine Orgel von Johann Andreas Silbermann aus dem 18. Jahrhundert besitzt und ihre heutige Gestalt durch Franz Joseph Salzmann erhielt.
Unweit des Ortes befanden sich die Gisenburg und die Burg Heidenkeller.

## Geschichte

### Landolinslegende
Nach der Legende wurden Jagdhunde in der Gegend, in der sich der irische Missionar Landelin als Einsiedler niedergelassen hatte, zahm und unfähig zu jagen. Weil man das für Zauberei hielt, soll Landelin von einem Jäger erschlagen worden sein. Aus dem blutgetränkten Boden seien fünf Quellen entsprungen, deren Wasser bald als wunderwirkend galt.
Schon kurz nach Landelins Märtyrertod soll die Verehrung des Heiligen begonnen und sich eine Wallfahrt entwickelt haben.

### Kloster
Bischof Eddo von Straßburg hat hier das Kloster Ettenheimmünster errichtet. Die später bedeutende Abtei erlebte im Barock ihre Blütezeit, wurde 1803 während der Säkularisation aufgehoben und 1865 endgültig zerstört.

### Kommunalgeschichte
Die Gemeinde Ettenheimmünster hieß bis 1885 Münsterthal. Sie gehörte von 1809 bis 1924 zum Bezirksamt Ettenheim, von 1924 bis 1939 zum Bezirksamt Lahr und seit 1939 zum Landkreis Lahr. Am 1. Dezember 1971 wurde Ettenheimmünster nach Ettenheim eingemeindet.

## Verkehr
Vom 22. Dezember 1893 bis zum 31. August 1966 hatte Ettenheimmünster durch die Lokalbahn Rhein–Ettenheimmünster einen eigenen Eisenbahnanschluss.

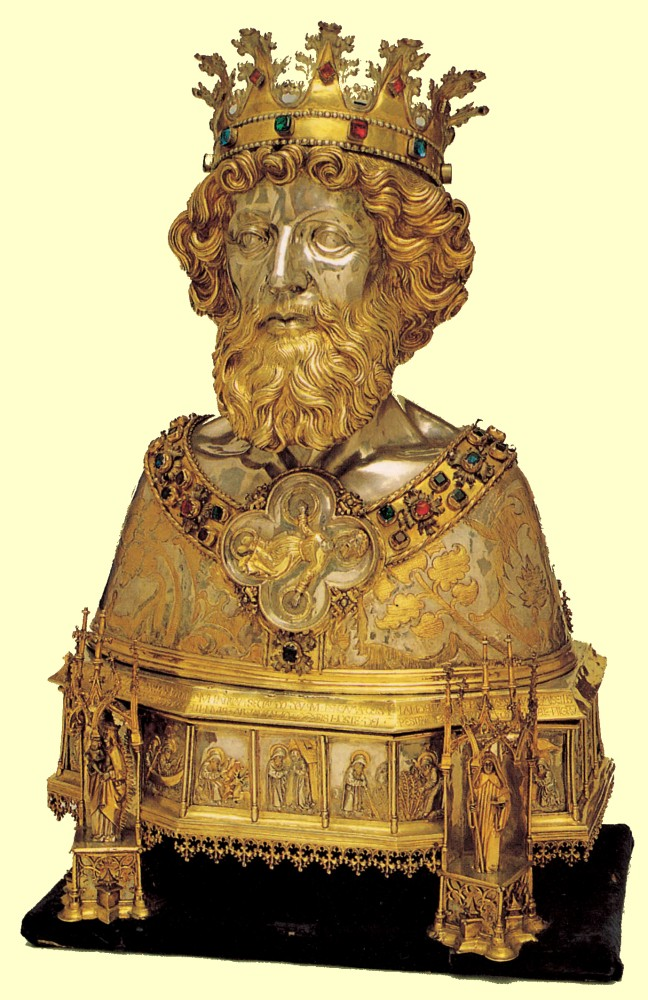
Landelinsbüste

## Brauchtum
Am 22. Februar (Petri Stuhlfeier) wird in Ettenheimmünster der „Grotten- und Schlangentag“ gefeiert. Die Kinder gehen an diesem Tag von Haus zu Haus und rufen „Fliäh, fliäh, Grodde un Schlange, dr heilig Sangt Peter kunnt mit dr fierige Schtange“, wofür sie Süßigkeiten erhalten.
Am Sonntag nach dem Landelinstag, dem 22. September, wird im Anschluss an einen Festgottesdienst in der Wallfahrtskirche eine Reiterprozession abgehalten, bei der eine in der Kirche aufbewahrte silbergetriebene Landelinsbüste aus dem Jahr 1506 mitgetragen wird. Im Zentrum der Wallfahrt stehen auch die heilenden Quellen bei der Kirche, aus der viele Wasser, das vor allem bei Augenleiden hilfreich sein soll, nach Hause nehmen. 

## Persönlichkeiten
- Mathias Martin (1765–1825), Orgelbauer
- Ildefons Haas (1735–1791), Benediktinermönch im Kloster Ettenheimmünster, Kirchenmusiker und Komponist
- Albert Kürzel (1811–1884), katholischer Pfarrer und Heimatforscher
- Karl Griesbaum (1932–2019), Chemiker und Hochschullehrer